# Ingrid Gfölner
Ingrid Schmid-Gfölner, avstrijska alpska smučarka, * 13. september 1952, Schruns.
Nikoli ni nastopila na olimpijskih igrah, v edinem nastopu na svetovnih prvenstvih leta 1970 je bila peta v smuku in 16. v veleslalomu. V svetovnem pokalu je tekmovala osem sezon med letoma 1970 in 1977 ter dosegla pet uvrstitev na stopničke. V skupnem seštevku svetovnega pokala se je najvišje uvrstila na deveto mesto leta 1973.